# 1188
Cette page concerne l'année 1188  du calendrier julien. Pour l'année 1188 av. J.-C., voir 1188 av. J.-C.
L'année 1188 est une année bissextile qui commence un vendredi.

## Événements
- 1er janvier : Saladin lève le siège de Tyr défendue par Conrad de Montferrat[2]. Une flotte sicilienne l’empêche d’assiéger Tripoli (janvier)[3].
- 12 - 21 janvier : assemblée féodale entre Gisors et Trie-Château dans le Vexin[4]. Philippe II Auguste, Henri II d’Angleterre et le comte de Flandre s’engagent pour la troisième croisade, avec de nombreux barons. Ils conviennent de distinguer leurs hommes par couleurs. La croix de gueules (rouge) est attribuée aux Français, d’argent (blanc) aux Anglais et de sinople (vert) aux Flamands.

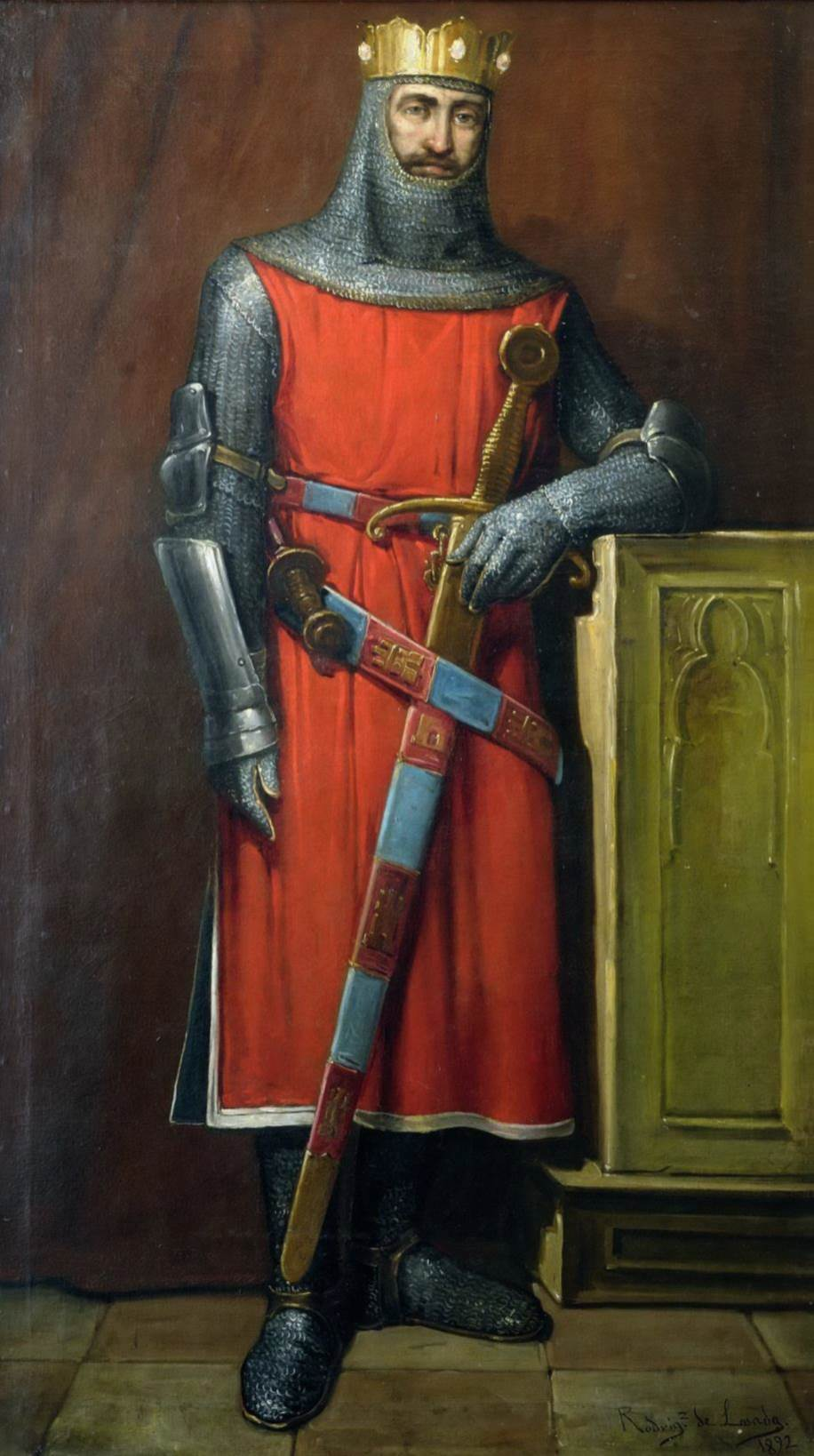
Portrait imaginaire d’Alphonse IX de León, José María Rodríguez de Losada, vers 1892-1894.

- 22 janvier : début du règne d’Alphonse IX (1166-1230), roi de León[5]. Il convoque à la basilique de San Isidoro de León les Cortes de León (es) avec des représentants de la noblesse, du clergé et des villes. Ils sont considérés comme l’un des premiers parlements en Europe avec les trois états représentés[6].
- Fin janvier et 11 février : assemblées du Mans et de Geddington. Le roi Henri II Plantagenêt lève la dîme saladine dans ses États[7].

- 27 mars : 
  - Assemblée de Paris[8]. Ordonnances de Philippe Auguste établissant la suspension des dettes des croisés et instituant la dîme saladine pour organiser la croisade, une taxe d’un dixième sur les revenus des clercs et des laïcs[9]. Elle soulève les protestations du clergé, appuyé par Pierre de Blois[10].
  - Henri de Marcy, qui a prêché la  troisième croisade en Allemagne, donne la croix à l’empereur Frédéric Barberousse et à soixante-huit princes d’empire à la diète de Mayence[11].

- Été : forte sècheresse en France qui provoque de nombreux incendies (Tours, Chartres, Beauvais, Auxerre, Troyes)[12].

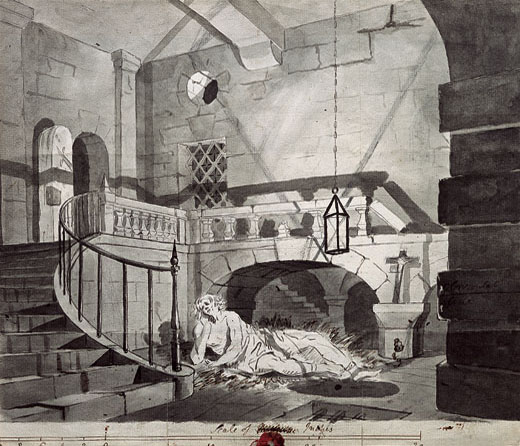
Guy de Lusignan en prison, étude de Joseph Wright of Derby (1772-1773).

- Juin, Levant : Saladin remet en liberté Guy de Lusignan, après lui avoir fait jurer solennellement de ne plus prendre les armes contre les musulmans[2]. Avec des forces réduites, il s’attaque aux principautés chrétiennes du nord : il prend Tartous (juin-juillet), Gabala (15 juillet), Lattaquié (22 juillet), Sahyun (29 juillet), Bakas (5 août), Choghour (9 août), Bourzey (en) (23 août), Trapezac (16 septembre), Baghras (26 septembre). Antioche, encerclée, conclut une trêve de huit mois le 1er octobre[2]. Les établissements croisés sont réduits à Tyr et à Beaufort pour le royaume de Jérusalem, et dans le Nord à Tripoli, le Krak des Chevaliers, Antioche et la forteresse de Margat.

- 28 juillet : combat près de Mantes entre Guillaume des Barres, allié du roi de France, et Richard Cœur de Lion. Guillaume des Barres, fait prisonnier à Châteauroux, s’évade[13].

- 15 août : échec d’une entrevue entre Henri II et Philippe Auguste entre Gisors et Trie ; le 18, les hommes de Philippe Auguste abattent l’orme séculaire qui marque la frontière de la Normandie et où se fait l’hommage « en marche » (qui reconnait l’égalité des deux parties)[14]}.

- 21 septembre : alors qu’une épidémie de peste dévaste l’Artois et les Flandres, deux maréchaux-ferrants, Germon de Beuvry et Gautier de Béthune, s’inquiétant de la situation dramatique des habitants, décident de créer une Charité (Confrérie). C’est l’origine de la Confrérie des Charitables de Saint-Éloi, qui poursuit ses activités à Béthune de nos jours[15].

- 30 septembre[16] : dernier acte enregistré par le roi Someshvara IV, fils de Bijjala, qui règne sur l’ouest du Dekkan, en Inde. Sa capitale Kalyani est prise par le Yadava Bhillama V[17]. Fin de la dynastie Châlukya.

- 7 octobre : nouvelle entrevue d’Henri II et de Philippe Auguste à Châtillon-sur-Indre, inutile[14].
- 18 novembre : nouvelle entrevue d’Henri II et de Philippe Auguste à Bonsmoulins ; une trêve est négociée par le légat du pape Henri de Marcy jusqu’au 13 janvier 1189. Les négociations portent sur le mariage de Richard Cœur de Lion et d’Adèle de France et que Richard reçoive en propre la Touraine, l’Anjou, le Maine et la Normandie. À l’issue de la rencontre, Richard fait hommage au roi de France pour les fiefs dépendant de la couronne de France[14],[13]. Henri de Marcy excommunie Richard, qui s’étant ligué avec le roi de France contre son père, fait obstacle au départ en croisade des deux rois[18].

- Oleg, évincé du trône de Galicie par son frère Vladimir Iaroslavitch en 1187, se réfugie auprès de Rurik Rostislavich, puis fait appel au roi de Pologne Casimir II le Juste qui marche sur Galitch et replace Oleg sur le trône. Lorsque celui-ci est empoisonné, Roman Mstislavich, prince de Volhynie devient prince de Galitch. Béla III de Hongrie, chez qui s’est enfui Vladimir Iaroslavitch, marche à son tour sur Galitch qui est abandonnée par Roman. Il fait emprisonner Vladimir et place son fils André sur le trône de Galicie. Il est renversé par une révolte et Vladimir récupère sa principauté en 1190[19].
- Première codification des droits de Magdebourg[20].
- Le pouvoir almohade décide de déporter une partie des Banu Hilal de l'Ifriqiya pour les installer dans le canton du Habt (pays Jbala), au sud de Tétouan et dans les plaines entre Salé et Marrakech[21].